# Club Hoquei Mataró
Maillots
Dernière mise à jour : 2 avril 2019.
Le Club Hoquei Mataró est un club de rink hockey fondé en 1951 et situé à Mataró dans le Maresme en Catalogne. Il évolue actuellement en OK Liga Plata, la deuxième division du championnat d'Espagne de rink hockey.